# Marie Mancini (religieuse)
Pour les articles homonymes, voir Marie Mancini (homonymie).
La Bienheureuse Marie Catherine Mancini, née en 1355 à Pise et morte dans la même ville le 22 janvier 1431, est une religieuse dominicaine italienne. Le Pape Pie IX confirme son culte le 2 août 1855. Inscrite au Martyrologe romain le 22 décembre, elle est fêtée par l'Église catholique le 30 janvier.

## Biographie
Marie Mancini est la fille légitime d’une famille de la noblesse de Pise. Au baptême, elle reçoit le nom de Marie Catherine Mancini.
En 1367, à l'âge de 12 ans, elle épouse Baccio Mancini, issu d’une famille de la noblesse. Son époux meurt en 1371 et elle devient veuve à 16 ans avec deux enfants à charge. Elle épouse en secondes noces Guglielmo Spezzalaste. Ce couple a six enfants, qui meurent en bas âge.
En 1380, à l'âge de 25 ans, elle entre au monastère dominicain de Sainte Croix sous le nom de Marie (Maria en italien) Mancini. Elle meurt le 22 janvier 1431 à Pise.

## Source
- Bienheureuse-Marie-Mancini